# Allmaniopsis fruticulosa
Allmaniopsis fruticulosa är en amarantväxtart som beskrevs av Karl Suessenguth. Allmaniopsis fruticulosa ingår i släktet Allmaniopsis och familjen amarantväxter. Inga underarter finns listade i Catalogue of Life.